# Adalbert von Schauenburg
Adalbert von Schauenburg († 1073) wurde durch seine Mitwirkung im Jahre 1070 bei dem Komplott gegen Otto von Northeim berüchtigt.
König Heinrich IV. verbrachte die Pfingstfeiertage des Jahres 1070 in Fritzlar. Dort erschien Egeno I. von Konradsburg, ein Edelfreier zweifelhaften Rufs vom Nordhang des Harzes. Er behauptete, der Herzog von Bayern, Otto von Northeim, habe ihn angeworben, den König zu ermorden, und präsentierte ein Schwert, das man ihm angeblich dazu übergeben habe. Otto beteuerte seine Unschuld, sollte sich aber trotzdem durch ein Gottesurteil, einen Zweikampf mit Egeno, von dem Vorwurf reinwaschen. Dies erregte bei den Reichsfürsten erheblichen Unwillen, bei denen Otto in hohem Ansehen stand und die die Aufforderung zum Duell mit einem „Strauchdieb“ als unzumutbar betrachteten.
Otto weigerte sich wegen mangelnder Sicherheitsgarantien, zum Duell in Goslar zu erscheinen, und wurde daraufhin von Heinrich in die Reichsacht getan, als Herzog abgesetzt und seiner sächsischen Hausgüter enteignet. Daraufhin verbündete er sich mit Magnus Billung, dem Sohn des Herzogs von Sachsen, und griff zu den Waffen, wurde jedoch schon Anfang 1071 besiegt und von Pfingsten 1071 bis Juli 1072 in Reichshaft genommen. Dann erhielt er seine Eigengüter zurück, nicht aber seine umfangreichen Lehen.
Adalbert von Schauenburg und Graf Giso II. vom Lahngau wurden als Anstifter und Urheber des Komplotts gegen Otto bezeichnet. Vermutlich mit Wissen oder gar auf Befehl Heinrichs sollen sie den Plan geschmiedet, die Anklage formuliert, und Egeno bestochen haben, mit der Anklage am Königshof zu erscheinen. Ziel der Verschwörung war die Entmachtung des Bayernherzogs und die Enteignung seines gesamten Besitzes, der damit Heinrich zur persönlichen Besitznahme oder zur Belehnung an treue Gefolgsleute zur Verfügung gestanden hätte. Otto vergaß und vergab nicht. Im Sommer 1073 stellte er sich an die Spitze des sächsischen Aufstands gegen das salische Königtum und dessen Königslandpolitik. Seine Gefolgsleute drangen nach Hessen ein und, wie der Chronist Lampert von Hersfeld berichtet, eroberten Gisos Burg Hollende bei Marburg und töteten Giso, Adalbert und Adalberts vier Söhne, die sich dorthin geflüchtet hatten.
Es ist nicht sicher, jedoch wahrscheinlich, dass Adalbert dem Grafengeschlecht der nordhessischen Schauenburger angehörte, die allerdings als solche erstmals im Jahre 1089 urkundlich genannt werden.